# نشوا (نیوهمپشایر)
نشوا (به انگلیسی: Nashua) شهری در ایالت نیوهمپشایر کشور ایالات متحده آمریکا است که جمعیت آن در سرشماری سال ۲۰۱۰ میلادی، ۸۶٬۴۹۴ نفر بوده‌است.

## نگارخانه

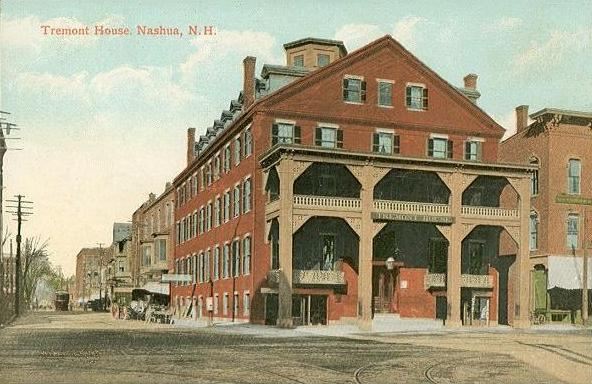
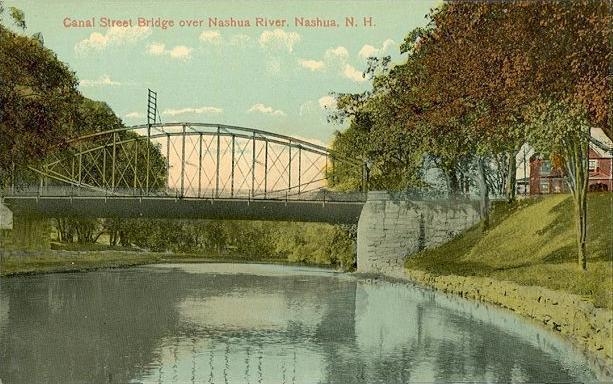
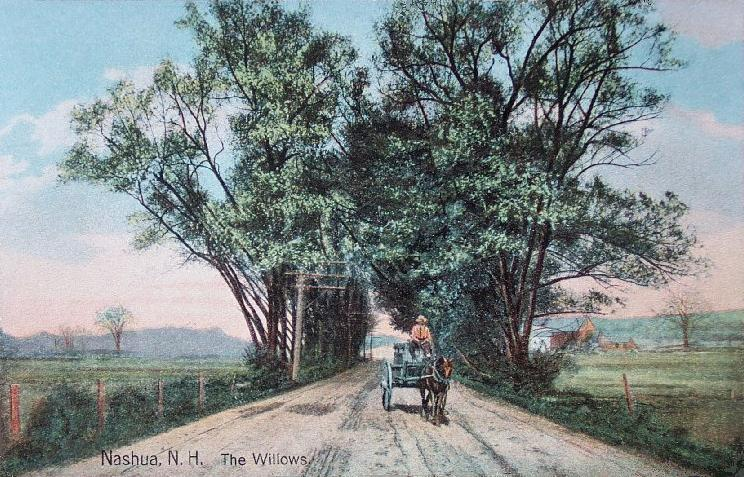
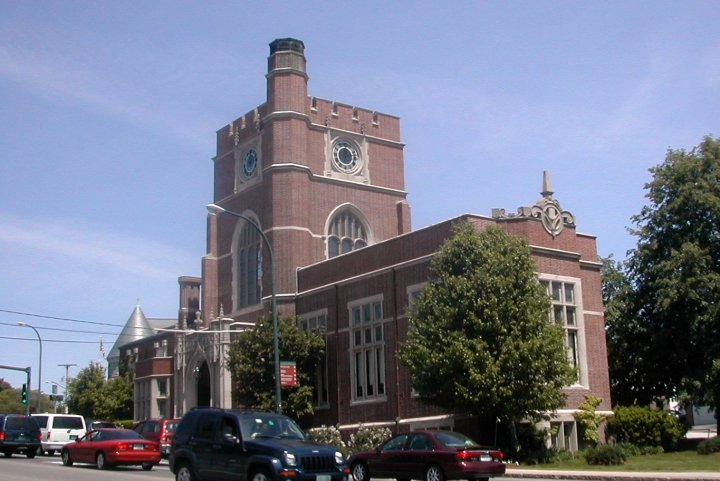